# Under the Sign of the Black Mark
Albums de Bathory (groupe)
The Return
(1985) Blood Fire Death
(1988)
Under the Sign of the Black Mark est le troisième album studio du groupe de metal extrême Bathory. Il a été enregistré en septembre 1986 et est sorti le 11 mai 1987 chez New Renaissance et Under One Flag. C'est un album clé dans le développement du black metal,, et il a grandement influencé le black metal norvégien qui a émergé au début des années 1990.

## Contexte et enregistrement
La peinture sur la couverture est de Gunnar Silins, basé sur une peinture visible à l'Opéra royal de Stockholm. La personne ayant servi de modèle pour le personnage est Leif Ehrnborg, un bodybuilder suédois.
La chanson Woman of Dark Desires est un hommage à la comtesse Elizabeth Báthory qui a donné son nom au groupe. Enter the Eternal Fire est la première chanson « épique » du groupe, atteignant les sept minutes et avec des paroles faisant référence à un pacte avec le diable. La chanson Equimanthorn fait référence à l'Enfer ainsi qu'à la mythologie nordique, y compris Odin, elle figure sur la BO du film Gummo.

## Liste des chansons
1. Nocternal Obeisance - 1:28
2. Massacre - 2:38
3. Woman of Dark Desires - 4:06
4. Call from the Grave - 4:53
5. Equimanthorn - 3:41
6. Enter the Eternal Fire - 6:57
7. Chariots of Fire - 2:46
8. 13 Candles - 5:17
9. Of Doom...... - 4:09
10. Outro - 0:22

## Réception
AllMusic écrit que l'album « reste un sommet de la carrière de Bathory, et un LP crucial pour tous les amateurs de metal extrême ». Fenriz de Darkthrone considère Under the Sign of the Black Mark comme « la quintessence de l'album de black metal ». Le batteur a cité l'album parmi ceux ayant inspiré Darkthrone pour Panzerfaust en 1995. Figurent parmi ces albums Morbid Tales de Celtic Frost et Necrolust de Vader.
Sur l'impact de l'album, Daniel Ekeroth, auteur du livre Swedish Death Metal, a déclaré dans une interview avec Decibel Magazine en 2012: « Même selon les standards de Bathory, c'était un chef-d'œuvre, à égalité avec Bonded by Blood [d'Exodus] et Reign in Blood [de Slayer]. Les chansons ont été mis au point, et le son plus atmosphérique et mystérieux que jamais. Bathory étaient désormais les plus extrêmes et un des tout meilleurs groupes de metal ».

## Personnel
- Quorthon – guitare électrique, chants, guitare basse, synthétiseurs
- Paul Pålle Lundburg – batterie
- Christer Sandström – guitare basse additionnelle